# 棉花

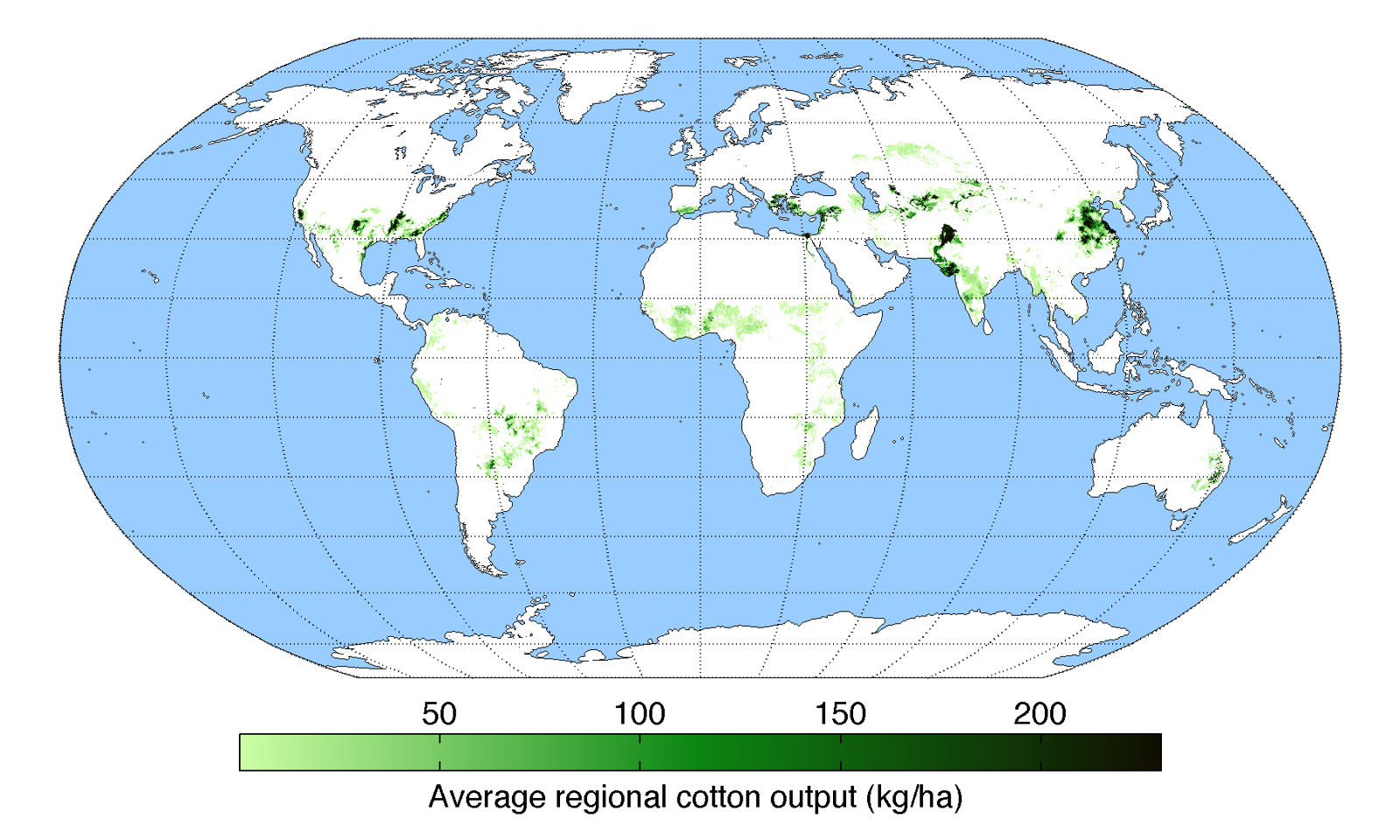
世界各地棉花平均產量（千克/公顷）

棉花或棉，是锦葵科棉属植物，或指其种子纤维。棉属植物原产于亚热带，在热带地区栽培可长到6米高，一般为1到2米。幹花朵乳白色，开花后不久转成深红色然后凋谢，留下绿色小型的蒴果，称为棉铃。棉铃内有棉籽，棉籽上的茸毛从棉籽表皮长出，塞满有棉铃内部。棉铃成熟时裂开，露出柔软的纤维。纤维白色至白中带黄，长约2–4厘米，含纤维素约87–90%。
棉花的植株是灌木，是美洲、非洲及亞洲等地熱帶地區或亞熱帶地區的原生植物，在墨西哥有找到差異度最大的野生棉花，其次是澳洲及非洲。在舊世界及新世界均已馴化棉花。棉花的英文來自阿拉伯文（al）quṭn قُطْن，約在西元十四世紀就開始使用。
棉花的纖維最常紡織成纱线，用來製作柔軟透氣的纺织品。在史前時代就已使用棉花的纖維。在墨西哥及印度河谷文明（現今的巴基斯坦及印度部份地區）已發現西元前五千年的棉花纖維。雖然很早就在栽培棉花，但一直到發明軋棉機後，棉花纖維製作的成本降低，也開始廣為使用，棉花是現在衣物中最常使用的天然纖維。
当前世界棉花的產量每年約2,700萬噸，所需耕地約佔世界耕地总面积的2.5%。中国是世界上最大的棉花生產國，其产量占全球的24%；历史上美國多年以來都是最大的棉花出口國。美國棉花的單位為標準包（bales），約是體積0.48立方（17立方英尺）及重量226.8（500磅）。

## 历史
棉花种植最早出现在公元前5–4千年的印度河流域文明中，在公元元年之前，棉纺织品的使用传到了地中海地区。公元一世纪，阿拉伯商人将精美的细棉布带到了意大利和西班牙。大约9世纪的时候，摩尔人将棉花种植方法传到了西班牙。中世纪棉花是欧州北部重要的进口物资，那里人自古以来习惯从羊身上获取羊毛，所以当听说棉花是种植出来的，还以为棉花来自一种特别的羊，这种羊是从树上长出来的，所以德语里面的棉花一词直译是“树羊毛”。
16世纪西班牙人进入墨西哥南部和尤卡坦半岛，发现当地植棉业已很发达，棉花品質更好，岛民将彩色棉纺成土布，做成当地人的服装。现在占世界棉花总产90％以上的棉种都原产于墨西哥的陆地棉。
然而，百年以前棉纱仍然没有羊毛和亚麻使用广泛。这是因为亚麻或羊毛纤维比棉纤维更长，更容易纺织成纱。此外，棉纤维要从种子中分离出来的，只能依靠人工，这个过程非常繁琐和费时。 随着近代美国北卡罗莱纳州和弗吉尼亚州最先发明和使用了锯片式轧棉机，棉花短纤维的提取分离变得简易快速。生产效率的快速提高，以及美国南部人工成本低，使得棉纱在全球纺织市场的份额快速增加。机械化程度的不断提高，纤维和纱线的生产使棉花制品成为价格低廉的商品。 棉花种植需要温暖的气候及灌溉大量水分。生长季节是从六到七个月。这一时期的种子发芽生长，大约需要100天，开白色花。当荚破裂，即可提取棉纤维。 
现在，棉花是当今世界上使用最广泛的纤维。它的流行源于它生产较容易及其在纺织产品领域的广泛适用性。棉纱价格强烈地依赖于劳动力成本，因此，在发达国家，由于劳动力昂贵，棉纱价格相对较高。
自2019年将每年的10月7日定为世界棉花日。

## 棉花在中国

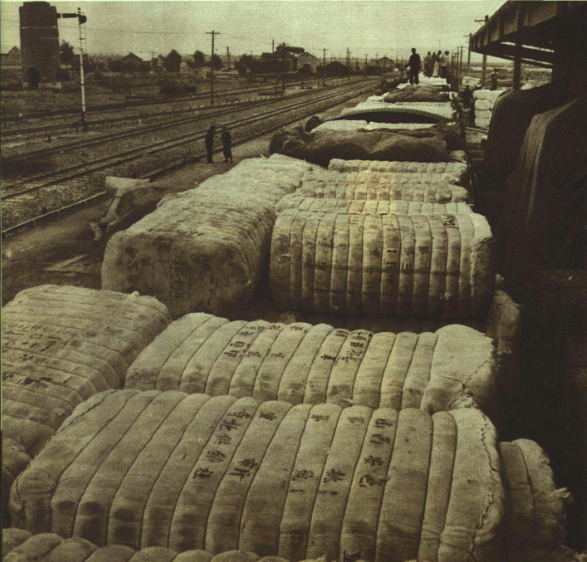
1952年山西棉花丰收

9世纪阿拉伯旅行家苏莱曼在其《苏莱曼游记》中记述，在中国看到棉花，在花园里被作为“花”来观赏的。《梁书·高昌传》记载：其地有“草，实如茧，茧中丝如细纩，名为白叠子。”
目前中原地区所见最早的棉纺织品遗物，是在一座南宋古墓中发现的一条棉线毯。元代初年，朝廷把棉布作为夏税（布、绢、丝、棉）之首，设立木棉提举司，向人民征收棉布实物，据记载每年多达10万匹，可见棉布已成为主要的纺织衣料。明朝也力征收棉花棉布，出版植棉技术书籍，劝民植棉。从明代宋应星的《天工开物》中所记载的“棉布寸土皆有”，“织机十室必有”，可知当时植棉和棉纺织已遍布全国。
清末，中国又陆续从美国引进了陆地棉良种，替代了品質不好产量不高的非洲棉和亚洲棉。现在中国种植的全是各国陆地棉及其变种。

## 品种与产地
棉花喜热、好光、耐旱、忌渍，适宜于在疏松深厚土壤中种植。棉花主要有如下几种：
- 粗绒棉：也叫亚洲棉，原产印度。由于产量低、纤维粗短，不适合机器纺织，目前已被淘汰。
- 长绒棉：也叫海岛棉，原产南美洲。纤维长、强度高是其特点，适合于纺高支纱。目前中國只有新疆生产。
- 细绒棉：也叫陆地棉，原产中美洲，所以又称美棉。适应性广、产量高、纤维较长、品质较好是其特点，可纺中支纱。中国的细绒棉占棉花产量的98%。

## 用途
棉花主要作為編織品的材料，例如：棉衣、棉被、棉布、棉毛內衣、牛仔布等。而毛巾布可以作高吸水性的毛巾及浴袍，麻紗 (棉織品)常用來做藍色的工人工作服（因此有藍領階級一詞），像燈芯絨、泡泡纱等也是棉織品。許多襪子、内衣及T裇及床單都是棉質的。棉花可以製成鉤針編織或編織中用到的毛線。纖維也可能由一些紡絲、編織，或切割過程不要的棉花或是編織物合收而來。許多材料完全用棉製成，不過也有些材料會將棉和其他纖維（如嫘縈或聚酯）混紡。
除了紡織業外，棉花也用來製作渔网、咖啡滤纸、帳篷、爆裂物（像硝化纤维）、棉紙等。最早的消防水龙也是用棉製的。
棉籽可以提取油脂成棉籽油，在精煉後，曾像植物油一樣的用在飲食中，但因其中含有的微量棉酚具生殖毒性，因此引起爭議。棉籽餅粉只能給反芻的動物食用，其中含有的棉酚對單胃動物是有毒的。棉籽殼可以加到乳牛的飼料中作為粗的乾飼料。在美國奴隸時期，棉花根皮是傳統醫學中的墮胎藥。棉酚是棉花植物中各部位都有的成份之一，被科學家稱為「毒染料」，會抑制精子的發展，甚至限制精子的活動力，對女性而言，也會限制釋放特定激素，影響月經週期。
棉短絨（Cotton linter）是棉籽取棉花後，黏在棉籽上的絲狀細纖維，一般長度小於1⁄8英寸（3.2）。棉短絨一般用來造紙，也是製作纖維素的原材料。在英國棉短絨會稱為原棉或藥棉（cotton wool），不過藥棉也可以指精製過的產品（美國稱為脫脂棉），可用來醫藥、化妝及其他用途。最早將藥棉用在醫療中的是英國伯明罕皇后醫院的桑普森·詹吉。
埃及棉一般會指高品質的棉，不過埃及出產的棉只有少部份是高品質的，而大多數寫「埃及棉」的製品多半也不是用埃及最好的棉製成。

## 國際貿易
| 世界前十大棉花生產國（产量以公噸計算） | 世界前十大棉花生產國（产量以公噸計算） | 世界前十大棉花生產國（产量以公噸計算） | 世界前十大棉花生產國（产量以公噸計算） | 世界前十大棉花生產國（产量以公噸計算） |
| 排名                                   | 年份                                   | 2010                                   | 2011                                   | 2012                                   |
| -------------------------------------- | -------------------------------------- | -------------------------------------- | -------------------------------------- | -------------------------------------- |
| 1                                      | 中国                                   | 5,970,000                              | 6,588,950                              | 6,840,000                              |
| 2                                      | 印度                                   | 5,683,000                              | 5,984,000                              | 5,321,000                              |
| 3                                      | 美国                                   | 3,941,700                              | 3,412,550                              | 3,598,000                              |
| 4                                      | 巴基斯坦                               | 1,869,000                              | 2,312,000                              | 2,215,000                              |
| 5                                      | 巴西                                   | 973,449                                | 1,673,337                              | 1,638,103                              |
| 6                                      |                                        | 1,136,120                              | 983,400                                | 1,052,000                              |
| 7                                      | 土耳其                                 | 816,705                                | 954,600                                | 851,000                                |
| 8                                      |                                        | 386,800                                | 843,572                                | 973,497                                |
| 9                                      | 阿根廷                                 | 230,000                                | 295,000                                | 210,000                                |
| 10                                     |                                        | 225,000                                | 195,000                                | 198,000                                |
| –                                      | 全世界                                 | 22,714,154                             | 24,941,738                             | 25,955,096                             |
| 来源：联合国粮食及农业组织             |                                        |                                        |                                        |                                        |

2009年最大的棉花生產國是中國及印度，年生產量分別是3400萬及2700萬標準包（bales），但其中大部份供應其本國的紡織業。最大的棉花出口國是美國，銷售額49億美元，而非洲共計的銷售額也有21億美元。自1980年起，非洲的棉花銷售額成長了一倍，非洲各國沒有大型的紡織產業，紡織業已移到像中國或是印度等亞洲國家。非洲有許多小的棉花來源，以美國孟菲斯為基地的Dunavant公司是非洲主要的棉花經紀商，有上百個採購代理人，他們在辛巴威借給農民棉花的種子，讓十八萬的小農民可以種植棉花，也提供種植方式的建議。嘉吉公司也在非洲採購棉花出口。
美國的兩萬五千名棉花種植者有高額的補貼，每年共計二十億美元。這些補貼的未來政策尚不明確，因此造成棉花經紀商在非洲業務的預期擴張。Dunavant利用購併非洲本土公司的方式進行擴張，不過這只可能出現在前英國殖民地及莫三比克，前法國殖民地仍維持壟斷關係，用很低的固定價格購買棉花。

## 纤维形态
一根棉纤维大约0.3–5.5厘米长。棉纤维呈细长的扁平带状，正常成熟干燥后瘪缩成空心带状，在显微镜下，纵向有螺旋状的转曲，方向随机分布，未成熟纤维卷曲较少，棉纤维的横截面呈扁圆或腰圆形，中间有空腔，空腔是提供养分的通道。成熟纤维空腔较小，未成熟纤维中腔较大，品质较差。棉纤维的颜色从黄色到纯白色，有一定光泽。

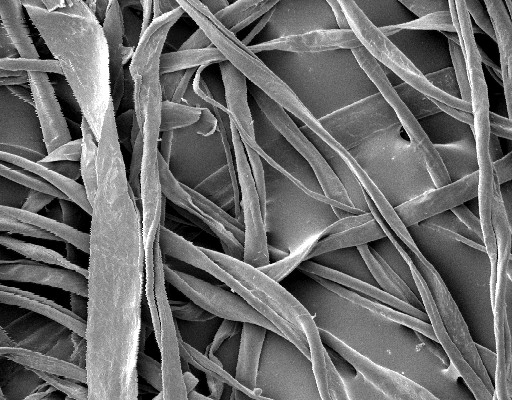
棉纤维纵向形态

## 性能

### 外观性能
- 棉的光泽较暗淡，风格自然朴实，故多用于日常的休闲装。
- 棉纤维的染色性好，色谱齐全，但色牢度不够好。
- 棉纤维的缺点是弹性差，不挺括，易起皱且不易恢复，为改善这一性能，常对棉进行免熨整理或树脂整理，如市场上出现的免熨衬衫、免熨休闲裤等棉制品。市场上常见的有DP（double press）或PP（permanent press）标记的衬衫表示具有“耐用熨烫”或“永久熨烫”性能。

### 舒适性能
棉纤维舒适柔软，手感温暖，吸湿性好（棉纤维为多孔性物质，纤维大分子上存在亲水基因），穿作舒适，不刺激皮肤，且不易产生静电。

### 耐用性与加工保养性能
- 具有良好的吸湿性，公定回潮率8.5%；但缩水率较大，约为4%–10%。相对较好的吸湿性和良好的芯吸性使棉纤维成为最舒适的纤维之一。因为纤维素的羟基基团，使得棉花对水有很强的吸引力。当水进入纤维棉，棉开始膨胀，其截面变得更圆。这种高度的亲水性和潮湿时溶胀的性能使棉花可吸水达到其重量的1/4左右。这意味着，在炎热的天气里，身体的汗液会被棉织物吸收，沿着纱线输送到衣物外表面并蒸发到空气中。因此，这对维持体温有帮助。
- 耐热性和耐光性好，熨烫温度可达190℃，若垫乾布可提高20–30℃，垫湿布可提高40–60℃，棉织品最好湿烫，易于熨平。但长时间暴晒会引起褪色和强度下降。但是直接暴晒在持续的强光下会引起发黄，并最终引起纤维的降解。变黄也可能出现在棉产品被气体干燥剂干燥时。颜色的变化是纤维素和氧或二氧化氮在热空气中干燥的化学反应的结果。棉花自然挂干或烘干机烘干会长时间保持其白度。[22]
- 值得关注的是，棉纱线在潮湿环境下比在干燥环境下强度更大。这种性质是棉纤维宏观和微观结构特征的结果。当水被吸收，纤维膨胀，其截面变得更圆。通常这种大量的外来物质的吸收会导致内部应力较高，导致纤维弱化。然而，棉纤维吸水导致内部应力减少。因此，减少克服内部应力，肿胀的纤维变得强度更大。同时，纱线中的溶胀纤维之间的互相挤压更强烈，内部的摩擦力增强了纱线强度。此外，所吸收的水作为一种内部润滑剂，赋予纤维较高水平的灵活性。这解释了棉衣物潮湿时更容易熨烫，棉织物洗水时易收缩。
- 耐碱不耐酸，在张力和碱液的作用下产生丝光效应，使强度增大获得耐久的光泽。不加张力任其收缩，叫缩碱。
- 回弹性较差，但為改善這個缺點會織造時加入橡筋增加彈力使穿著更舒適。耐磨性不够好，但亦因此製品能夠容易做出殘舊效果。
- 棉纤维是天然物质，易受霉菌等微生物的侵害，引起纤维素大分子水解、发霉产生黑斑引起色变，尤其是高品质的棉制品色泽变化更为突出，保养时应该注意。

## 品质分级
依照等級、纖維長度及成熟度來判別
- 纖維長度：短纖、中長纖、長纖、超長纖

美国棉花纤维分级（白棉）
| 色泽品级 | 符号 | 色泽品级代码 | 叶屑分级代码 |
| -------- | ---- | ------------ | ------------ |
| 上级     | GM   | 11           | 1            |
| 次上级   | SM   | 21           | 2            |
| 中级     | Mid  | 31           | 3            |
| 次中级   | SLM  | 41           | 4            |
| 下级     | LM   | 51           | 5            |
| 次下级   | SGO  | 61           | 6            |
| 平级     | GO   | 71           | 7            |